# قدرت (روزنامه)
قدرت نام یکی از مطبوعات استان فارس در دوران پهلوی اول است.
این روزنامه از سال ۱۳۰۶ خورشیدی به وسیله عبدالله قدرت، در شیراز به چاپ رسیده است.